# Egnahemsbron

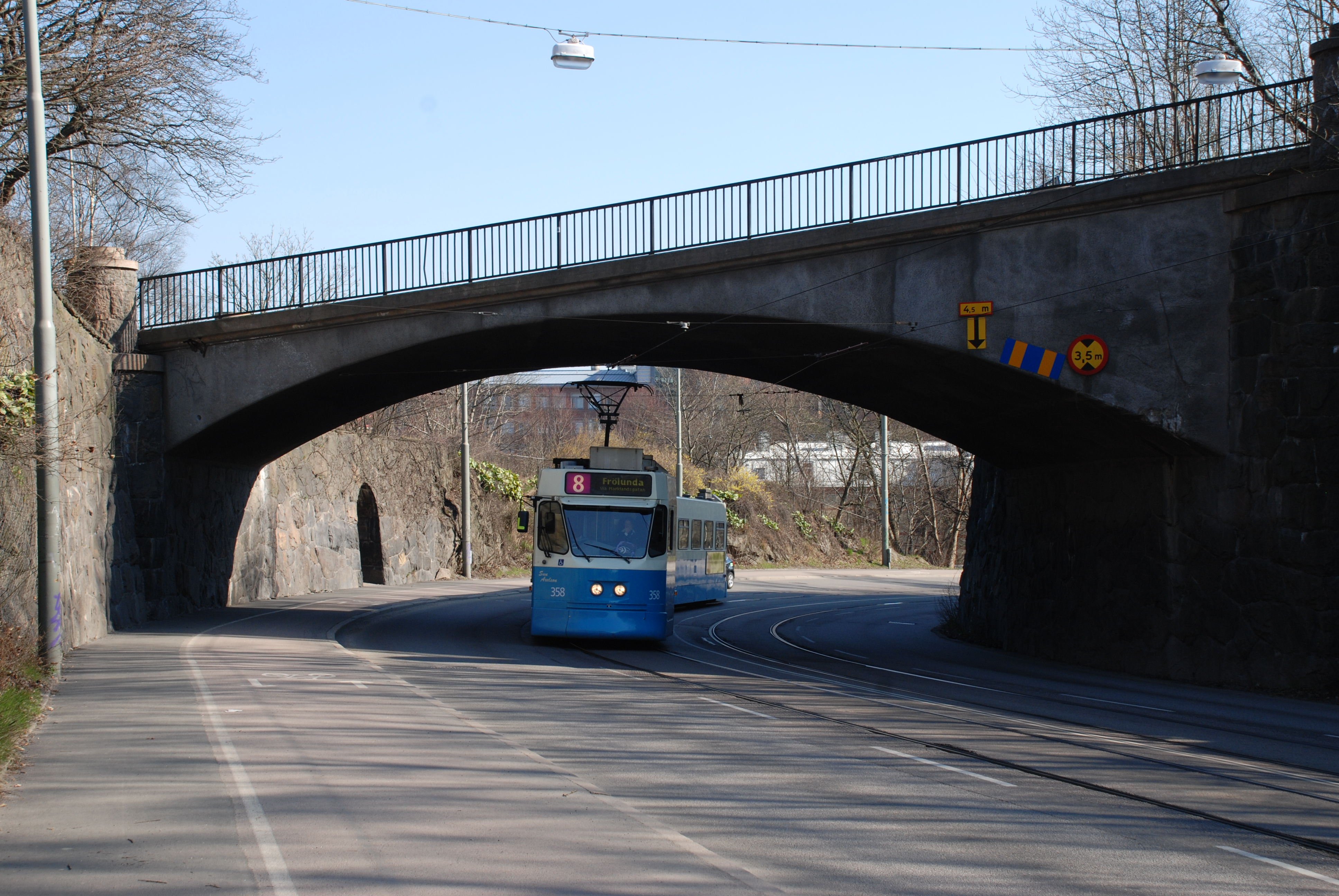
Gamla Egnahemsbron sedd från Guldheden i mars 2014.

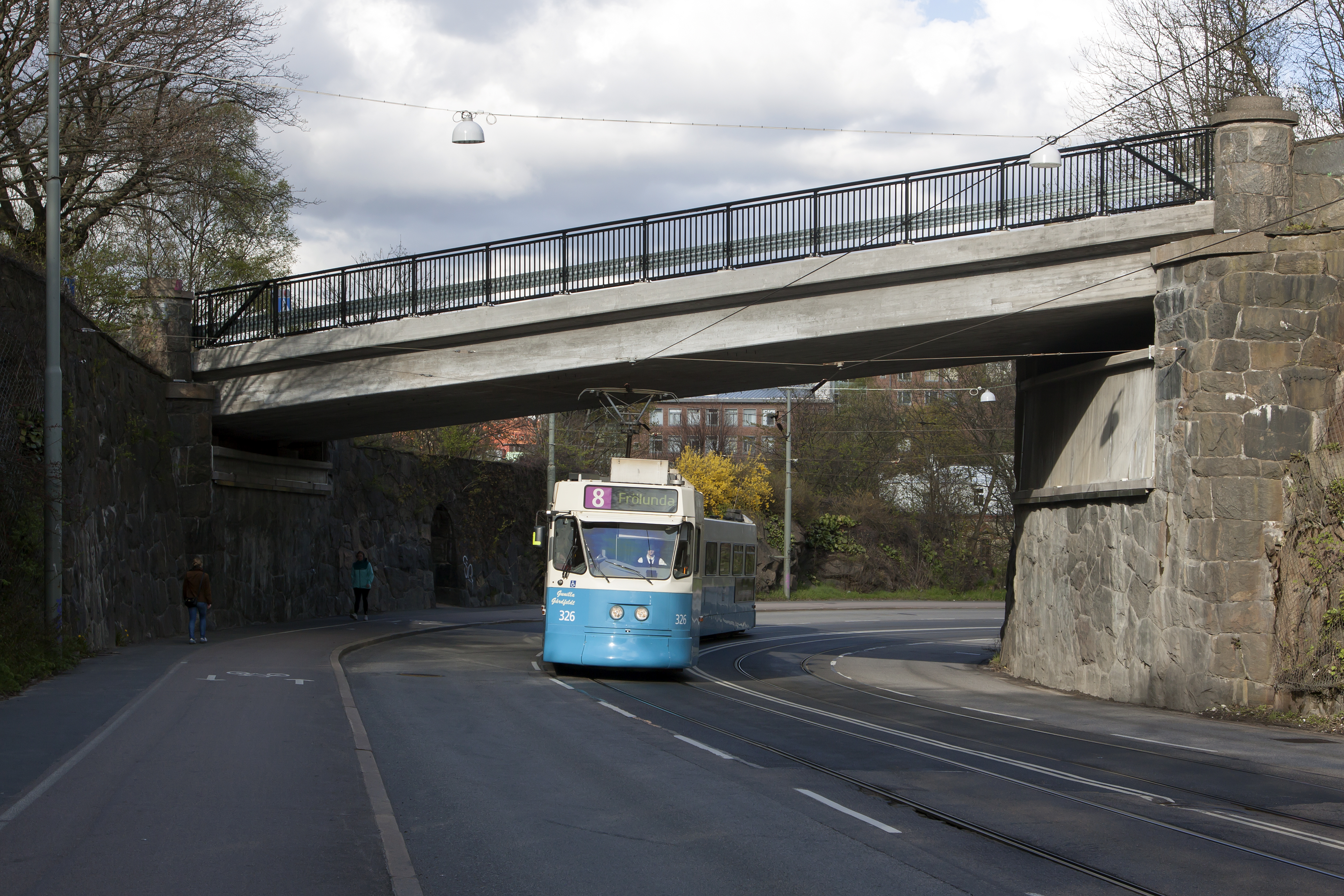
Nya Egnahemsbron sedd från Guldheden i april 2015.

Egnahemsbron är en cirka 25 meter lång bro över Guldhedsgatan i stadsdelen Landala i Göteborg.
Bron, över vilken Egnahemsvägen går, byggdes i samband med att Landala förbands med Guldhedsgatan 1937 och spårvägen förlängdes från Chalmers upp till Wavrinskys plats året därpå.
Bron var en valvbro, under vilken högre fordon inte kunde passera i ytterfilerna, då höjden var 3,7 meter. För att förbättra framkomligheten på Guldhedsgatan ersattes den gamla Egnahemsbron med en ny rak bro, vars höjd är 4,5 meter. Bron revs 1–4 maj 2014 och den nya bron var färdig, så att trafiken kunde släppas fram, den 24 november samma år.